# يورغن فريدريك
يورغن فريدريك (بالألمانية: Jürgen Friedrich)‏ (11 نوفمبر 1943 بدرسدن في ألمانيا - ) هو لاعب كرة قدم ألماني في مركز الوسط. لعب مع آينتراخت فرانكفورت ونادي كايزرسلاوترن.

## وصلات خارجية
- يورغن فريدريك على موقع قاعدة بيانات كرة القدم.إي يو (الإنجليزية)
- يورغن فريدريك على موقع بيانات كرة القدم. دي إي (الألمانية)
- يورغن فريدريك على موقع عالم كرة القدم.نت (الإنجليزية)